# Gastins
Gastins (les « s » ne se prononcent pas) est une commune française située dans le département de Seine-et-Marne en région Île-de-France.

## Géographie

### Localisation
La commune est située à environ 11 kilomètres à l’est de Mormant et à 8,5 kilomètres au nord  de Nangis.

### Géologie et relief
La commune est classée en zone de sismicité 1, correspondant à une sismicité très faible.

### Hydrographie

#### Réseau hydrographique

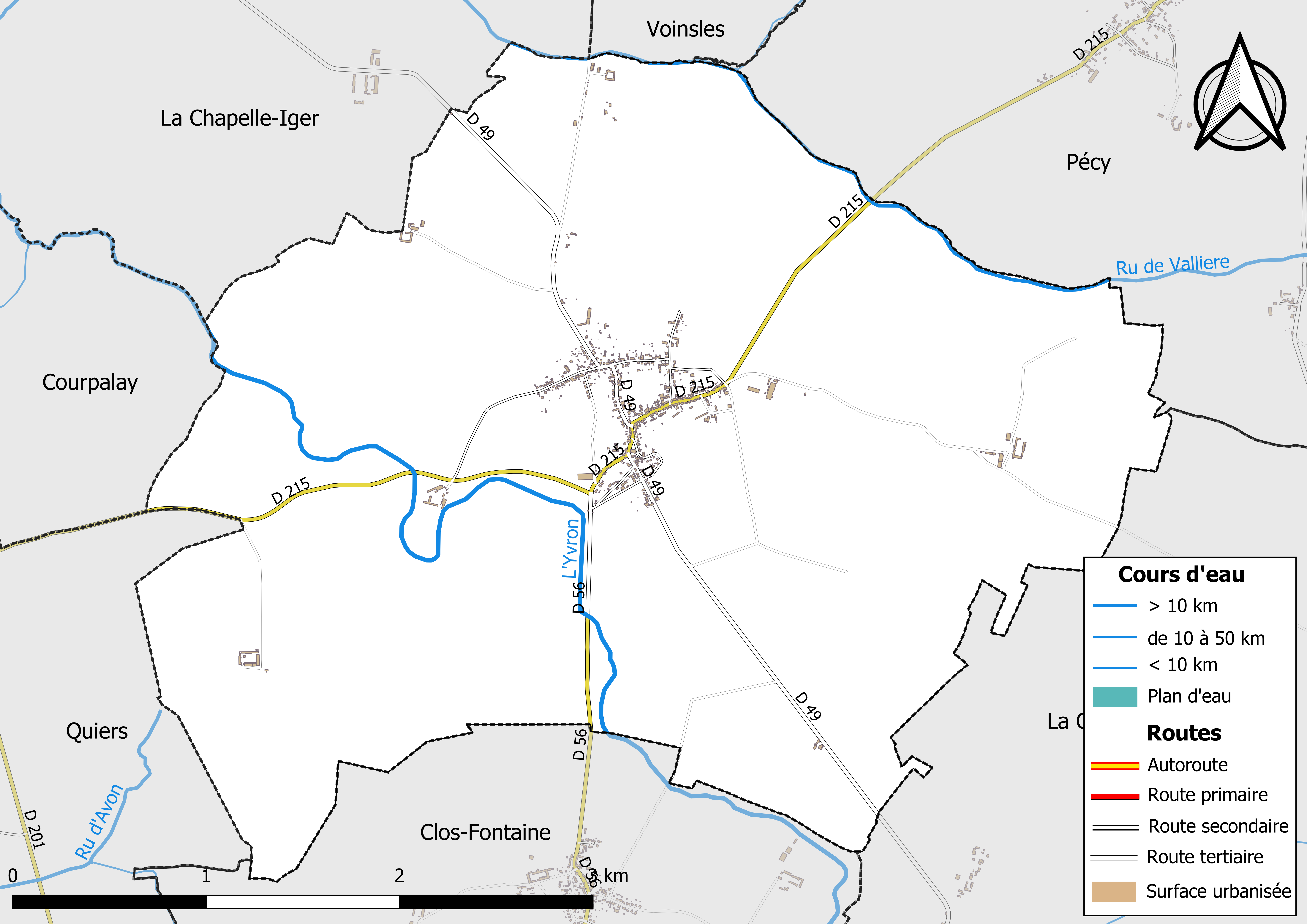
Carte des réseaux hydrographique et routier de Gastins.

Le réseau hydrographique de la commune se compose de deux cours d'eau référencés :
- le ruisseau l’ Yvron, long de 30,07 km[2], affluent de l'Yerres en rive gauche ;
  - le ru de Vallière[3], long de 12,52 km, affluent de l'Yvron, suit la limite de la commune au nord[4].

La longueur totale des cours d'eau sur la commune est de 6,4 km.

#### Gestion des cours d'eau
Afin d’atteindre le bon état des eaux imposé par la Directive-cadre sur l'eau du 23 octobre 2000, plusieurs outils de gestion intégrée s’articulent à différentes échelles : le SDAGE, à l’échelle du bassin hydrographique, et le SAGE, à l’échelle locale. Ce dernier fixe les objectifs généraux d’utilisation, de mise en valeur et de protection quantitative et qualitative des ressources en eau superficielle et souterraine. Le département de Seine-et-Marne est couvert par six SAGE, au sein du bassin Seine-Normandie.
La commune fait partie du SAGE « Yerres », approuvé le 13 octobre 2011. Le territoire de ce SAGE correspond au bassin versant de l’Yerres, d'une superficie de 1 017 km2, parcouru par un réseau hydrographique de 450 kilomètres de long environ, répartis entre le cours de l’Yerres et ses affluents principaux que sont : le ru de l'Étang de Beuvron, la Visandre, l’Yvron, le Bréon, l’Avon, la Marsange, la Barbançonne, le Réveillon. Le pilotage et l’animation du SAGE sont assurés par le syndicat mixte pour l’Assainissement et la Gestion des eaux du bassin versant de l’Yerres (SYAGE), qualifié de « structure porteuse ».

### Climat
Pour des articles plus généraux, voir Climat de l'Île-de-France et Climat de Seine-et-Marne.
En 2010, le climat de la commune est de type climat océanique dégradé des plaines du Centre et du Nord, selon une étude du CNRS s'appuyant sur une série de données couvrant la période 1971-2000. En 2020, Météo-France publie une typologie des climats de la France métropolitaine dans laquelle la commune est exposée à un climat océanique altéré et est dans la région climatique Nord-est du bassin Parisien, caractérisée par un ensoleillement médiocre, une pluviométrie moyenne régulièrement répartie au cours de l’année et un hiver froid (3 °C).
Pour la période 1971-2000, la température annuelle moyenne est de 10,5 °C, avec une amplitude thermique annuelle de 15,5 °C. Le cumul annuel moyen de précipitations est de 744 mm, avec 11,7 jours de précipitations en janvier et 8 jours en juillet. Pour la période 1991-2020, la température moyenne annuelle observée sur la station météorologique la plus proche, située sur la commune de Grandpuits-Bailly-Carrois à 6 km à vol d'oiseau, est de 11,3 °C et le cumul annuel moyen de précipitations est de 704,0 mm,. Pour l'avenir, les paramètres climatiques de la commune estimés pour 2050 selon différents scénarios d'émission de gaz à effet de serre sont consultables sur un site dédié publié par Météo-France en novembre 2022.

### Milieux naturels et biodiversité
Aucun espace naturel présentant un intérêt patrimonial n'est recensé sur la commune dans l'inventaire national du patrimoine naturel,,.

## Urbanisme

### Typologie
Au 1er janvier 2024, Gastins est catégorisée bourg rural, selon la nouvelle grille communale de densité à sept niveaux définie par l'Insee en 2022.
Elle est située hors unité urbaine. Par ailleurs la commune fait partie de l'aire d'attraction de Paris, dont elle est une commune de la couronne,. Cette aire regroupe 1 929 communes,.

### Lieux-dits et écarts
La commune compte 54 lieux-dits administratifs répertoriés consultables ici.

### Occupation des sols
L'occupation des sols de la commune, telle qu'elle ressort de la base de données européenne d’occupation biophysique des sols Corine Land Cover (CLC), est marquée par l'importance des territoires agricoles (96,4 % en 2018), une proportion identique à celle de 1990 (96,4 %). La répartition détaillée en 2018 est la suivante : 
terres arables (96,4% ), zones urbanisées (3,6 %).
Parallèlement, L'Institut Paris Région, agence d'urbanisme de la région Île-de-France, a mis en place un inventaire numérique de l'occupation du sol de l'Île-de-France, dénommé le MOS (Mode d'occupation du sol), actualisé régulièrement depuis sa première édition en 1982. Réalisé à partir de photos aériennes, le Mos distingue les espaces naturels, agricoles et forestiers mais aussi les espaces urbains (habitat, infrastructures, équipements, activités économiques, etc.) selon une classification pouvant aller jusqu'à 81 postes, différente de celle de Corine Land Cover,,. L'Institut met également à disposition des outils permettant de visualiser par photo aérienne l'évolution de l'occupation des sols de la commune entre 1949 et 2018.

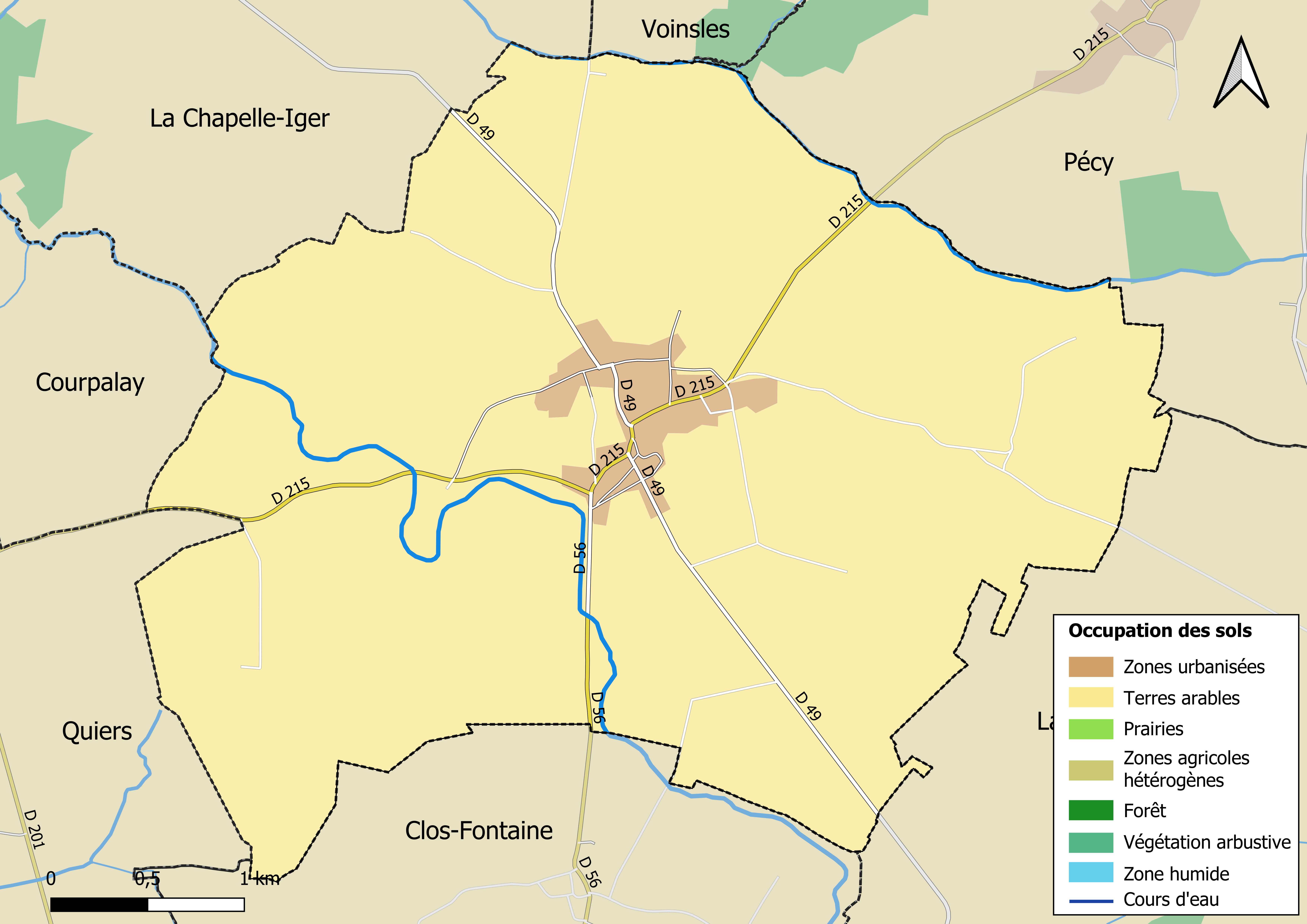
Carte des infrastructures et de l'occupation des sols en 2018 (CLC) de la commune.
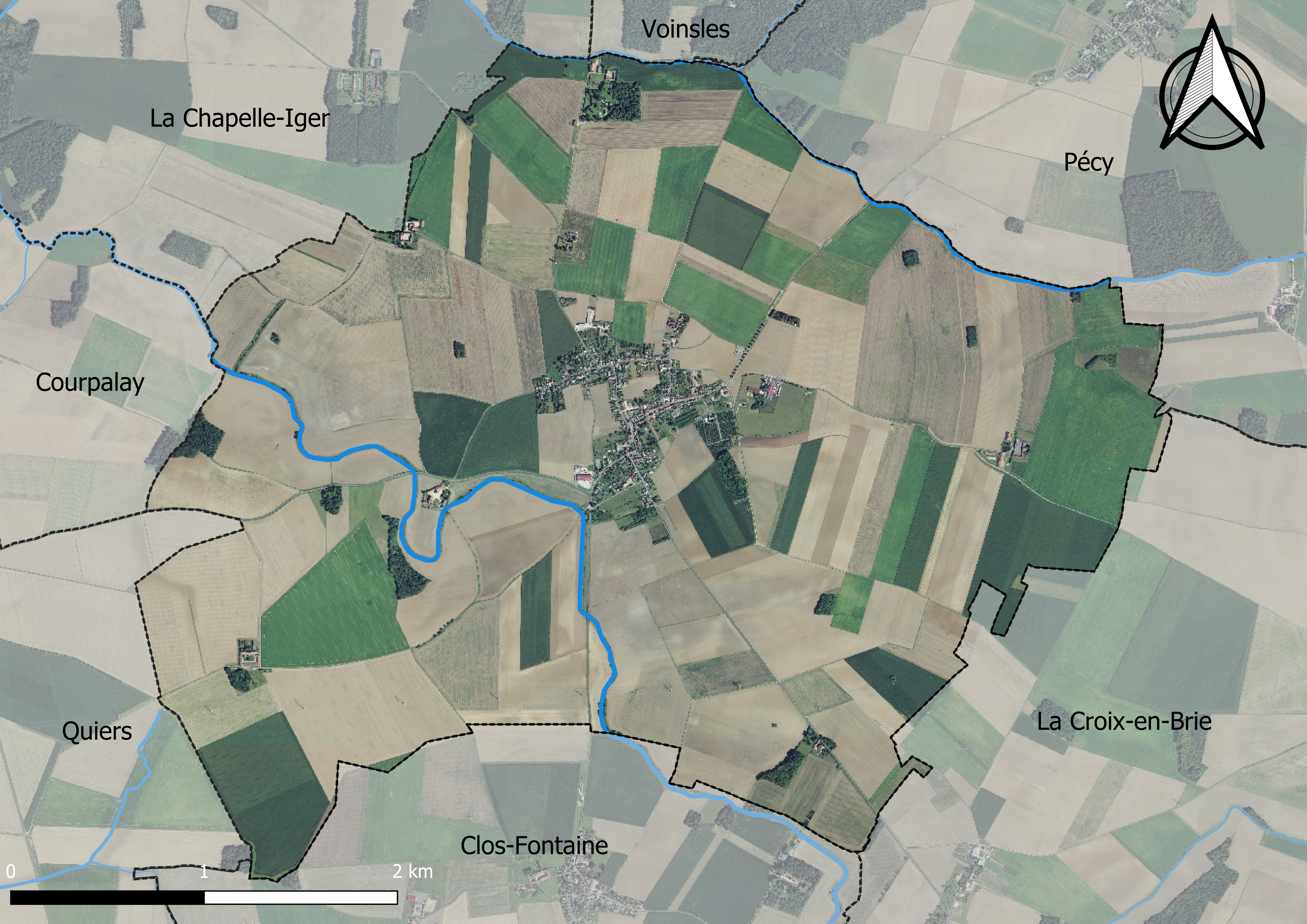
Carte orhophotogrammétrique de la commune.

### Planification
La commune disposait en 2019 d'un plan local d'urbanisme en révision. Le zonage réglementaire et le règlement associé peuvent être consultés sur le Géoportail de l'urbanisme.

### Logement
En 2013, le nombre total de logements dans la commune était de 301 (dont 90,6 % de maisons et 9,4 % d’appartements).
Parmi ces logements, 86,9 % étaient des résidences principales, 7,4 % des résidences secondaires et 5,7 % des logements vacants.
La part des ménages propriétaires de leur résidence principale s’élevait à 80,2 %.

## Toponymie
Le nom de la localité est mentionné sous les formes Guastins en 1158 [cop. XVIIe siècle] ; Gastins en 1164 ; Watins et Vadum de Wastins en 1172 [cop. XVIIIe siècle] ; De Guastinis en 1185 ; Gastina en 1198 ; Gastinae en 1201 ; Gastuns en 1208 ; Gaatims en 1249 ; Gatins en 1250 ; Gastins en 1261 ; Villa de Gastinis et Gastiniae en 1275 ; Gaatins au XIIIe siècle ; Wastins en 1377 [Cop. XVIIe siècle] ; Gastina en 1390 ; Gatins en Brye en 1424.

## Politique et administration

### Tendances politiques et résultats

#### Élections nationales
- Élection présidentielle de 2017[45]: 30,56 % pour Emmanuel Macron (REM
), 38,33 % pour Marine Le Pen (FN), 76,11 % de participation.

### Liste des maires
| Période                                  | Période  | Identité       | Étiquette | Qualité     |
| ---------------------------------------- | -------- | -------------- | --------- | ----------- |
| Les données manquantes sont à compléter. |          |                |           |             |
| 1999                                     | mai 2020 | Pierre Pichot  |           | Agriculteur |
| mai 2020                                 | En cours | Arnaud Pommier |           |             |

## Équipements et services

### Eau et assainissement
L’organisation de la distribution de l’eau potable, de la collecte et du traitement des eaux usées et pluviales relève des communes. La loi NOTRe de 2015 a accru le rôle des EPCI à fiscalité propre en leur transférant cette compétence. Ce transfert devait en principe être effectif au 1er janvier 2020, mais la loi Ferrand-Fesneau du 3 août 2018 a introduit la possibilité d’un report de ce transfert au 1er janvier 2026,.

#### Assainissement des eaux usées
En 2020, la commune de Gastins gère le service d’assainissement collectif (collecte, transport et dépollution) en régie directe, c’est-à-dire avec ses propres personnels.
L’assainissement non collectif (ANC) désigne les installations individuelles de traitement des eaux domestiques qui ne sont pas desservies par un réseau public de collecte des eaux usées et qui doivent en conséquence traiter elles-mêmes leurs eaux usées avant de les rejeter dans le milieu naturel. La communauté de communes Brie Nangissienne (CCBN) assure pour le compte de la commune le service public d'assainissement non collectif (SPANC), qui a pour mission de vérifier la bonne exécution des travaux de réalisation et de réhabilitation, ainsi que le bon fonctionnement et l’entretien des installations. Cette prestation est déléguée à l'entreprise Veolia, dont le contrat arrive à échéance le 31 décembre 2021,.

#### Eau potable
En 2020, l'alimentation en eau potable est assurée par la commune qui en a délégué la gestion à l'entreprise Veolia, dont le contrat expire le 31 décembre 2031,.

## Population et société

### Démographie
L'évolution du nombre d'habitants est connue à travers les recensements de la population effectués dans la commune depuis 1793. Pour les communes de moins de 10 000 habitants, une enquête de recensement portant sur toute la population est réalisée tous les cinq ans, les populations de référence des années intermédiaires étant quant à elles estimées par interpolation ou extrapolation. Pour la commune, le premier recensement exhaustif entrant dans le cadre du nouveau dispositif a été réalisé en 2007.

En 2022, la commune comptait 722 habitants, en évolution de +3,44 % par rapport à 2016 (Seine-et-Marne : +3,92 %, France hors Mayotte : +2,11 %).
| 1793 | 1800 | 1806 | 1821 | 1831 | 1836 | 1841 | 1846 | 1851 |
| ---- | ---- | ---- | ---- | ---- | ---- | ---- | ---- | ---- |
| 364  | 434  | 446  | 401  | 501  | 509  | 512  | 501  | 505  |

| 1856 | 1861 | 1866 | 1872 | 1876 | 1881 | 1886 | 1891 | 1896 |
| ---- | ---- | ---- | ---- | ---- | ---- | ---- | ---- | ---- |
| 513  | 553  | 598  | 610  | 638  | 604  | 600  | 607  | 559  |

| 1901 | 1906 | 1911 | 1921 | 1926 | 1931 | 1936 | 1946 | 1954 |
| ---- | ---- | ---- | ---- | ---- | ---- | ---- | ---- | ---- |
| 551  | 539  | 534  | 513  | 548  | 515  | 498  | 618  | 498  |

| 1962 | 1968 | 1975 | 1982 | 1990 | 1999 | 2006 | 2007 | 2012 |
| ---- | ---- | ---- | ---- | ---- | ---- | ---- | ---- | ---- |
| 370  | 380  | 395  | 373  | 474  | 585  | 631  | 639  | 700  |

| 2017 | 2022 | - | - | - | - | - | - | - |
| ---- | ---- | - | - | - | - | - | - | - |
| 689  | 722  | - | - | - | - | - | - | - |

## Économie

### Revenus de la population et fiscalité
Le nombre de ménages fiscaux en 2013 était de 253 et la  médiane du revenu disponible par unité de consommation  de 22 959 €.

### Emploi
En 2014, le nombre total d’emploi au lieu de travail était de 101.
Le taux d’activité de la population âgée de 15 à 64 ans s'élevait à 81,2 % contre un taux de chômage de 8,2 %.

### Entreprises et commerces
En 2015, le nombre d’établissements actifs était de 68 dont 10 dans l’agriculture-sylviculture-pêche, 15 dans l'industrie, 14 dans la construction, 31 dans le commerce-transports-services divers et 8 étaient relatifs au secteur administratif.
Cette même année, 6 entreprises ont été  créées, dont 3 par des auto-entrepreneurs.
En 2019, la commune de Gastins compte en particulier une serrurerie-ferronnerie, un garde-meubles, un spécialiste en ventilation, un café, un spécialiste du cartonnage industriel, un arboriculteur, un garage, un électricien, une entreprise de maçonnerie et un docteur en psychologie et psychothérapeute.

### Secteurs d'activité

#### Agriculture
Gastins est dans la petite région agricole dénommée la « Brie centrale », une partie de la Brie autour de Mormant. En 2010, l'orientation technico-économique de l'agriculture sur la commune est la culture de céréales et d'oléoprotéagineux (COP).
Si la productivité agricole de la Seine-et-Marne se situe dans le peloton de tête des départements français, le département enregistre un double phénomène de disparition des terres cultivables (près de 2 000 ha par an dans les années 1980, moins dans les années 2000) et de réduction d'environ 30 % du nombre d'agriculteurs dans les années 2010. Cette tendance se retrouve au niveau de la commune où le nombre d’exploitations est passé de 12 en 1988 à 8 en 2010. Parallèlement, la taille de ces exploitations diminue, passant de 130 ha en 1988 à 124 ha en 2010.
Le tableau ci-dessous présente les principales caractéristiques des exploitations agricoles de Gastins, observées sur une période de 22 ans : 
|                                      | 1988  | 2000  | 2010 |
| ------------------------------------ | ----- | ----- | ---- |
| Dimension économique,                |       |       |      |
| Nombre d’exploitations (u)           | 12    | 11    | 8    |
| Travail (UTA)                        | 28    | 15    | 13   |
| Surface agricole utilisée (ha)       | 1 563 | 1 187 | 992  |
| Cultures                             |       |       |      |
| Terres labourables (ha)              | 1 550 | 1 180 | 987  |
| Céréales (ha)                        | 1 199 | 811   | s    |
| dont blé tendre (ha)                 | 751   | 633   | 451  |
| dont maïs-grain et maïs-semence (ha) | 315   | 141   | 171  |
| Tournesol (ha)                       | 67    |       |      |
| Colza et navette (ha)                | s     | 22    | s    |
| Élevage                              |       |       |      |
| Cheptel (UGBTA)                      | 71    | 0     | 0    |

## Culture locale et patrimoine

### Lieux et monuments
L'abbaye de Jouy (située à Chenoise) fait construire en 1228 deux moulins à vent : le premier, appelé Gros Moulin disparaît peu de temps avant la Révolution ; le second est le « moulin Chouaix » ou « moulin Choix », du nom d'un hameau disparu.
À environ 1 km en direction de Rozay-en-Brie se dresse, sur un plateau surplombant le village, le moulin Choix. Il est à la fois moulin-tour à calotte tournante et moulin-pivot. Sa tour mesure 8 mètres de haut et 6 mètres de diamètre.
De l'extérieur il ressemble à un moulin-tour mais à l'intérieur se trouve une crémaillère actionnant une couronne sur laquelle reposent le toit et les ailes. Il est équipé d'ailes du type Berton, premier modèle à crémaillère (1845). Le bâtiment actuel a sans doute été édifié au milieu du XVIIe siècle et ensuite remanié en 1828. Il a fonctionné jusqu'en 1915. Restauré il a été remis au vent en 1977. Le moulin et son mécanisme sont classés aux monuments historiques le 9 décembre 1970.

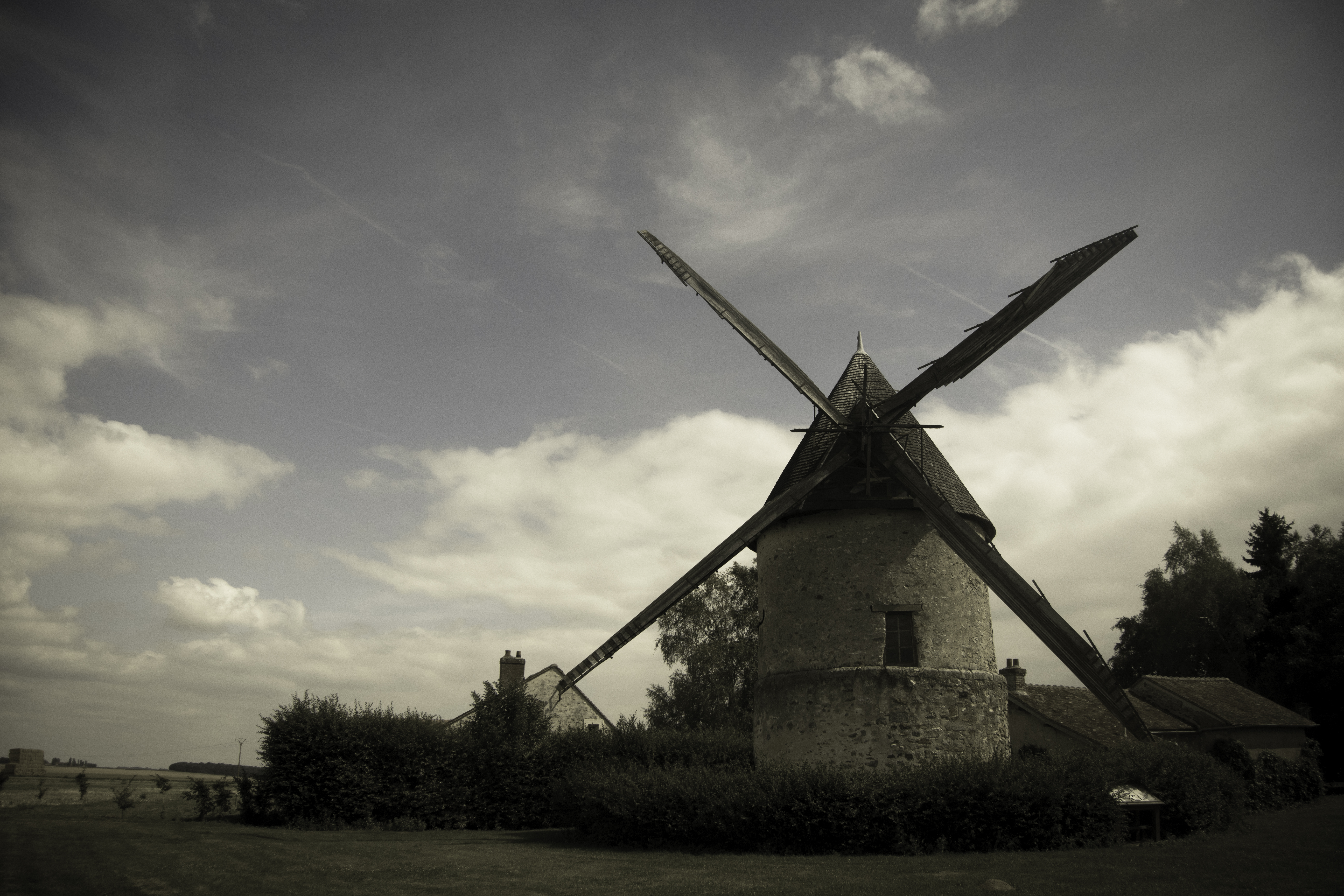
Le moulin.

### Personnalités liées à la commune
- Jean-Baptiste Coluche (30 mars 1780-2 mai 1867). Grenadier dans l'armée napoléonienne, il participa à de nombreuses campagnes entre 1805 et 1814. Il doit sa célébrité à un épisode survenu après la bataille d'Ebersberg le 3 mai 1809. Coluche était de garde devant la maison où logeait Napoléon, avec la consigne de ne laisser entrer ou sortir personne qui ne soit pas accompagné d'un officier d'état-major. Voyant venir un homme vêtu d'une redingote, il s'écrie : « On ne passe pas ». L'homme ne reculant pas, Coluche le menaça de sa baïonnette. Cet homme n'était autre que Napoléon lui-même. Loin d'être puni pour avoir ainsi défié l'Empereur, Coluche fut plus tard décoré de la Légion d'honneur. Il retourna ensuite à Gastins où il tint notamment une auberge baptisée « On ne passe pas ». En 1862, il fut reçu au château de Fontainebleau par Napoléon III, qui lui aurait offert un billard (ou de l'or avec lequel il s'est acheté un billard ?) pour son auberge[62],[63].

### Héraldique
| Blason de Gastins | Blason  | Gironné de gueules et d'argent ; au chef d'azur chargé de trois besants d'or.    |
| Blason de Gastins | Détails | Création de Jean-Claude Molinier adoptée par la municipalité le 30 janvier 1998. |